# Estação Salgado Filho
Salgado Filho era uma estação da futura Linha 2 do Metrô de Belo Horizonte. Atualmente encontra-se descartada tendo sido substituída pela Estação Nova Gameleira.